# Homard du Cap
Homarinus capensis
Genre
Espèce
Statut de conservation UICN

 DD  : Données insuffisantes
Le homard du Cap (Homarinus capensis), est un petit homard des côtes Sud-africaines, entre Le Cap et East London. Cette espèce était incluse dans le genre Homarus avant qu'il ne soit décrit son propre genre Homarinus en 1995.
Les homards du Cap sont rares. Seuls 14 spécimens, dont une seule femelle, furent collectés entre 1792 (année de  la première description) et 1992. En 1992, un spécimen vivant fut découvert sur l’île de Dassen, ainsi qu'un autre mort près de East London. La publicité faite autour de ces découvertes permit de recenser 2 autres individus.
Après la découverte de 3 individus vivants en avril et mai 1997, les seuls au monde, l'aquarium de East London espère maintenant élever l'espèce à partir de cette femelle et des 2 mâles.
Comme les espèces du genre Homarus, H. capensis a des pinces spécialisées, une pour découper et l'autre pour écraser.